# Romy – Portrait eines Gesichts
Romy – Portrait eines Gesichts is een Duitse documentaire uit 1966 van Hans-Jürgen Syberberg over actrice Romy Schneider. De cinematografie is van Klaus König en Kurt Lorenz, aangevuld door setopnamen met onder anderen Michel Piccoli. De film werd geproduceerd door Rob Houwer. De documentaire werd voor het eerst vertoond in januari 1967 op televisie.
Actrice Romy Schneider was in de jaren 50 beroemd geworden dankzij de Sissi-trilogie, maar worstelde tien jaar later met de verworven bekendheid en met haar carrière. In de documentaire toont Syberberg deze worsteling tijdens een skivakantie van de 27-jarige Schneider in Kitzbühel. Hierbij maakte hij gebruik van nieuwe methoden, zoals het losmaken van beeld en geluid, waarbij Schneiders stem als een voice-over bij de beelden fungeert. De film is opgenomen in drie dagen.
Op verzoek van Schneider en haar echtgenoot Harry Meyen werd er stevig in het filmmateriaal geknipt. Kort voor de première op televisie trok Schneider echter alsnog haar toestemming voor uitzending in. De producenten wisten haar en haar echtgenoot Harry Meyen toch nog te overtuigen en het echtpaar stond een eenmalige uitzending van de documentaire toe. Voor verdere vertoningen op televisie of in de bioscoop diende er op hun aangeven verder te worden geknipt in de documentaire. Uiteindelijk verdween de film in het archief, maar het filmmuseum van München restaureerde de film en in 2016 bracht MoMA de film opnieuw uit.